# Snögräns

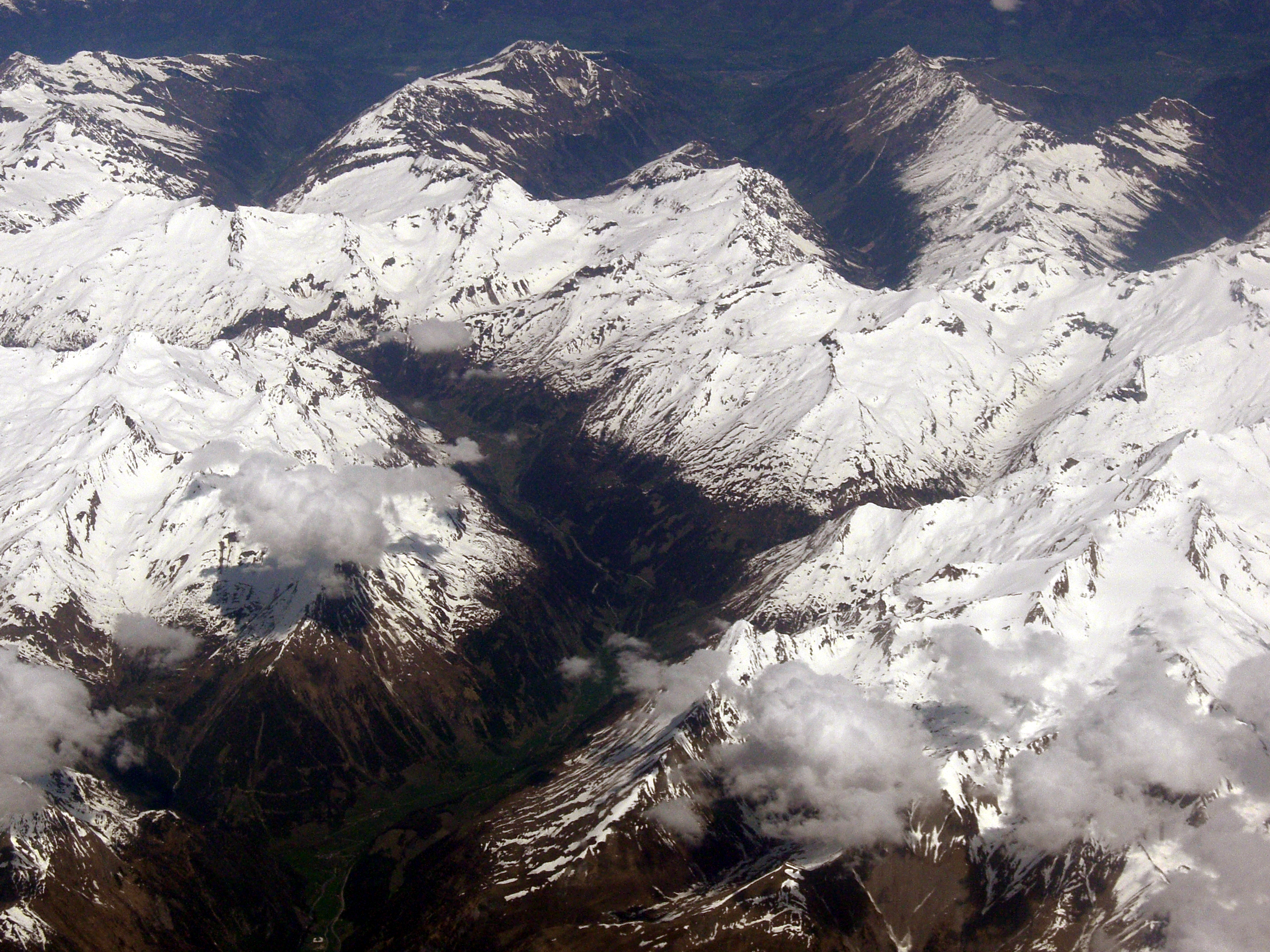
Klimatisk snögräns i Alperna i Österrike. Bilden är tagen i maj 2008. Bergens toppar är snötäckta året runt, men i dalarna är det snöfritt under sommarhalvåret.

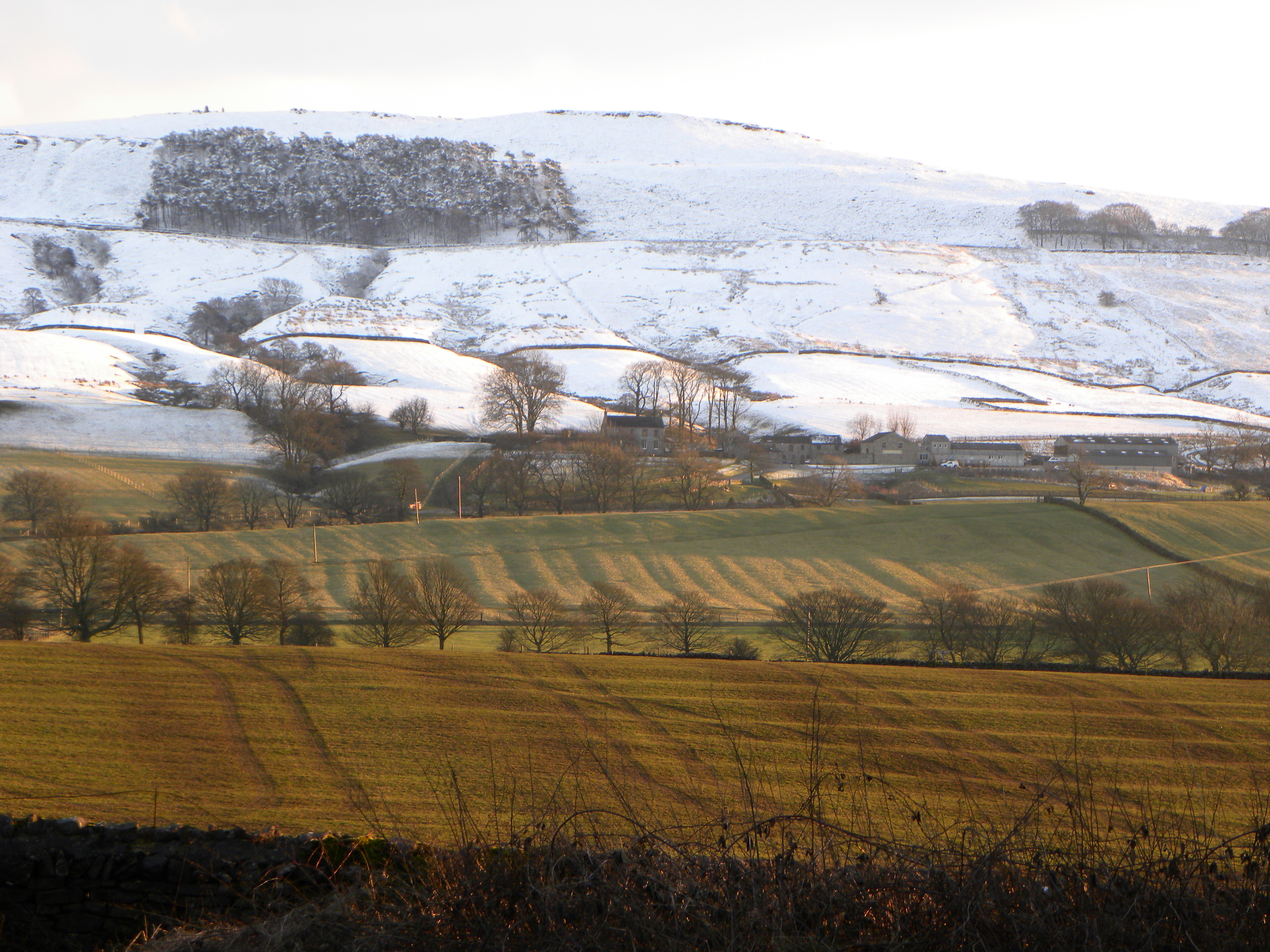
Tillfällig snögräns. Bilden är tagen i februari 2010, Skipton (vy upp mot Skipton Moor), North Yorkshire, England. Här är ingen del av landskapet snötäckt året om.

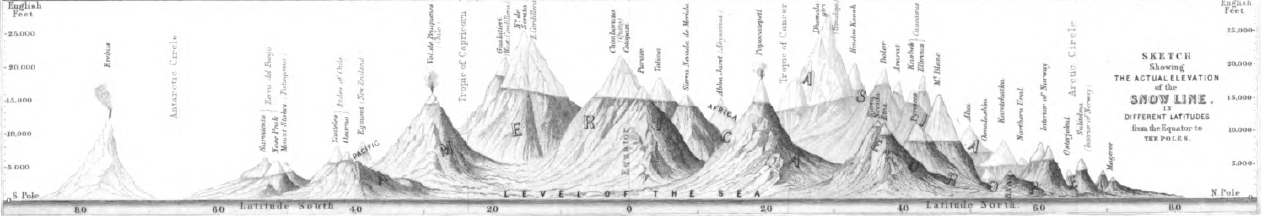
Bild som kan illustrera klimatisk snögräns (från 1800-talet).

Snögräns eller snölinje är inom topografi en klimatisk gränslinje mellan permanent snötäckta och säsongsvis snöfria områden i berg och polartrakter. En mer specifikt fackterm är klimatisk snögräns.
Inom meterologi, till exempel i väderprognoser, kan "snögräns" också vara ett mer vardagligt uttryck för den tillfälliga gränslinjen mellan snötäckt och snöfri mark i landskapet, användbart i områden med vinter med snöfall och snösmälting.

## Klimatisk snögräns
Klimatisk snögräns kan definieras som den genomsnittliga höjdgräns över vilken marken täcks av ett sammanhängande permanent snötäcke. Med "permanent" menas i detta sammanhang att snön ligger kvar året runt. 
Den klimatiska snögränsen kan också kallas den ständiga eller eviga snögränsen, vilket syftar på att snö alltid ligger kvar ovanför den. 
Den klimatiska snögränsen påverkas av flera faktorer och varierar globalt sett mycket i altitud. Växelverkan mellan höjd över havet och breddgrad och konsekvenserna för temperaturen har störst påverkan, men väderstreck, vindarna och mängden nederbörd påverkar också. På breddgrader där temperaturen är låg, som i jordens polarområden, går den klimatiska snögränsen ganska lågt (från nära havsnivå upp till bara några få hundra meter) och på breddgrader där temperaturen är hög, som nära ekvatorn, går den klimatiska snögränsen mycket högt (över 5 000 meter).